# Spencer Phips
Spencer Phips (* 6. Juni 1685 in Rowley, Massachusetts Bay Colony; † 4. April 1757 in Cambridge, Province of Massachusetts Bay) war ein  britischer Kolonialpolitiker und zwei Mal kommissarischer Gouverneur der Province of Massachusetts Bay.

## Lebenslauf
Spencer Phips wurde unter dem Namen Spencer Bennett geboren. Später wurde er von seinem Onkel (durch Heirat), dem Kolonialgouverneur William Phips, adoptiert. Dadurch erhielt er seinen neuen Namen. Im Jahr 1703 absolvierte er das Harvard College. 1706 erwarb er einige Ländereien in der Nähe von Cambridge, wo er sich dann auch niederließ. Seit 1707 war er mit Elizabeth Hutchinson verheiratet, mit der er elf Kinder hatte, von denen ihn fünf überlebten. Seit 1713 war Phips Friedensrichter im Middlesex County . Außerdem wurde er Oberst der Kavallerie in der kolonialen Miliz. Seit 1721 war er zudem politisch aktiv. Er wurde in das koloniale Parlament gewählt, konnte das Mandat aber nicht antreten, weil er in das Kabinett (governor's council) des Gouverneurs berufen wurde. Diesem Gremium gehörte er bis 1724 an.
Seit dem 8. August 1732 bekleidete Spencer Phips das Amt des Vizegouverneurs der Province of Massachusetts Bay. Diesen Posten behielt er bis zu seinem Tod am 4. April 1757. Dabei diente er unter den Gouverneuren Jonathan Belcher und William Shirley. Zwischen dem 15. September 1749 und dem 7. August 1753 sowie nochmals vom 25. September 1756 bis zu seinem Tod am 4. April 1757 übte er das Amt des Kolonialgouverneurs vertretungsweise aus. In beiden Amtszeiten gab es kriegerische Auseinandersetzungen sowohl mit den Indianern als auch mit den Franzosen vor allem im Norden der Kolonie im Gebiet des heutigen US-Bundesstaates Maine. Dort hatte Phips auch privaten Landbesitz, der zeitweise bedroht war. Die Kriege waren der nordamerikanische Teil einer globalen Auseinandersetzung zwischen Frankreich und Großbritannien. Die Stadt Spencer in Massachusetts wurde zu Ehren von Spencer Phips benannt.